# PKNP FC
El PKNP FC (en malayo: Kelab Bolasepak Perbadanan Kemajuan Negeri Perak, en inglés: Perak State Development Corporation Football Club) es un equipo de fútbol de Malasia que juega en la Liga Premier de Malasia, la segunda división de fútbol del país.

## Historia
Fue fundado el 30 de julio de 2015 en la ciudad de Ipoh del estado de Perak con el fin de regresarle al estado las glorias pasadas del fútbol de los años 1980 y años 1990, así como de dar una mejor imagen de Perak, iniciando operaciones en la Liga FAM, la tercera división nacional.
En 2016 logra el ascenso a la Liga Premier de Malasia luego de ser subcampeón de tercera división, En la temporada siguiente se quedaron a un punto de lograr el ascenso a la Superliga de Malasia, pero lograron ascender luego de que el Felda United FC perdiera la licencia de competición.
En su primera temporada en primera división terminaron en noveno lugar, pero descendieron en la siguiente temporada al terminar en el lugar 11 entre 12 equipos.

## Clubes Afiliados
- Perak
- Batang Padang